# 貝林茨鄉
45°45′13″N 21°45′58″E / 45.75361°N 21.76611°E
貝林茨鄉（羅馬尼亞語：Comuna Belinț, Timiș），是羅馬尼亞的鄉份，位於該國西部，由蒂米什縣負責管轄，面積51平方公里，海拔高度104米，2002年人口2,744，人口密度每平方公里54人。